# Missão das Nações Unidas no Sudão
A Missão das Nações Unidas no Sudão (MINUS) foi estabelecida pela resolução 1590 do Conselho de Segurança das Nações Unidas, em 24 de março de 2005.
A MINUS tem por objetivo apoiar a aplicação do acordo de paz assinado em 9 de janeiro de 2005 em  Nairóbi entre o governo do Sudão e movimento do Exército/Movimento Popular de Libertação do Sudão (SPLA/M) de John Garang. A MINUS é composta de, no máximo, 10 000 militares e 715 membros da polícia civil. Seu mandato inicial era de seis meses.